# Márton Gyöngyösi

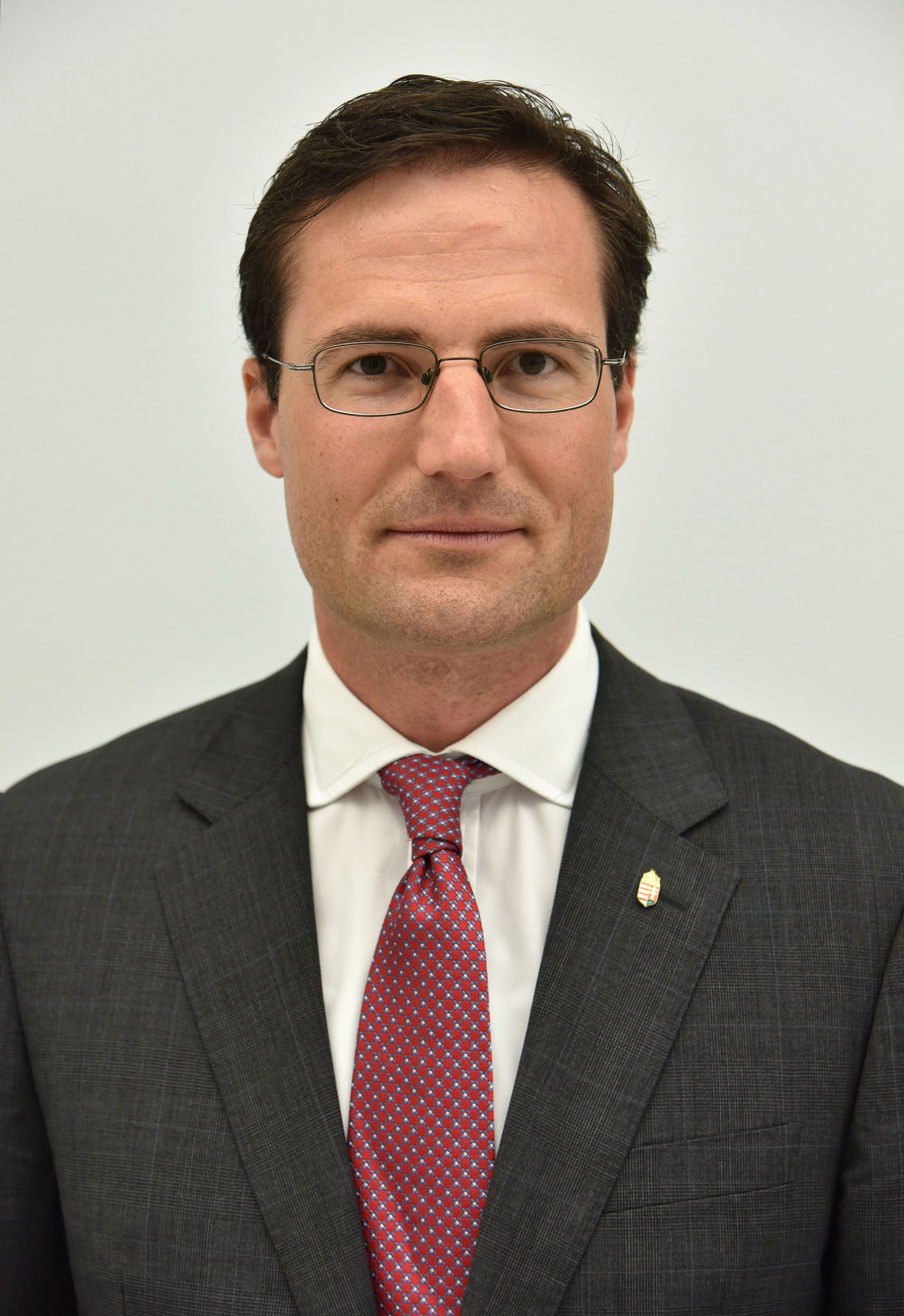
Márton Gyöngyösi (2016)

Márton Gyöngyösi (* 8. Dezember 1977 in Kecskemét) ist ein ungarischer Politiker der Partei Jobbik und seit Juli 2022 deren Vorsitzender. Er war von 2010 bis 2019 Abgeordneter des ungarischen Parlaments, dabei ab 2018 Vorsitzender der Jobbik-Fraktion. Seit 2019 ist er Mitglied des Europäischen Parlaments und dort fraktionslos. 

## Leben
Aufgrund der Tätigkeit seines Vaters verbrachte er seine Kindheit in Ägypten, im Irak, in Afghanistan und Indien. Seinen Schulabschluss machte er in Ungarn. Dann zog er nach Irland, wo er am Trinity College einen B.A. in Wirtschaft und Politikwissenschaft machte. Ein Studienjahr verbrachte er auch an der Friedrich-Alexander-Universität Erlangen-Nürnberg. Gyöngyösi spricht Englisch, Deutsch und Russisch. 2005 arbeitete er für KPMG, 2007 bis 2010 für Ernst & Young.
Er ist verheiratet und hat einen Sohn.

## Politische Tätigkeit
Gyöngyösi trat 2006 der Jobbik-Partei bei und er wurde schnell einer der engsten Ratgeber vom Parteichef Gábor Vona. Er gelangte bei den Parlamentswahlen 2010 als Kandidat der Jobbik in das Ungarische Parlament und wurde zum stellvertretenden Fraktionschef unter den 21 Fraktionsmitgliedern der Partei gewählt.
Im Jahre 2014 wurde er ins Parlament wiedergewählt und war als Vizevorsitzender des Auswärtigen Ausschusses des Parlaments tätig.
2017 hat die Jobbik eine europäische Bürgerinitiative gestartet, deren Ziel es ist, ein gerechtes Lohnsystem in Europa einzuführen und die wirtschaftliche Ungleichheiten zwischen den westlichen und östlichen EU-Staaten aufzulösen. Gyöngyösi wurde der Leiter der Bürgerkommission der Initiative.
Er kritisiert heftig die ungarische Diplomatie und fordert, dass Ungarn die guten Beziehungen mit den westlichen Ländern wiederherstellt. Er steht für eine ausgeglichene Außenpolitik des Landes.
Im September 2023 wurde Gyöngyösi individuelles Mitglied der Europäischen Christlichen Politischen Bewegung. Der Aufnahme gingen Gespräche hervor, nach denen die ECPM den Schluss zog, dass Jobbik „nicht mehr rassistisch“ sei.

## Kritik
Laut dem Jüdischen Weltkongress warf Gyöngyösi früher Juden vor, Ungarn kolonisieren zu wollen. Am 26. November 2012 forderte Gyöngyösi im ungarischen Parlament vom Außenstaatssekretär Zsolt Németh (Fidesz), angesichts des Konflikts zwischen Israel und der Hamas in Gaza sei es an der Zeit, „Menschen mit jüdischer Abstammung, die hier leben, insbesondere im ungarischen Parlament und in der ungarischen Regierung zu zählen, die in der Tat ein nationales Sicherheitsrisiko für Ungarn darstellen“. Gyöngyösi hat sich mehrmals entschuldigt und hat mehrmals mitgeteilt, dass er falsch formuliert habe und er die Abgeordneten mit doppelter Staatsbürgerschaft gemeint habe. In einem Interview aus dem Jahr 2018 hat Gyöngyösi seine Aussage als „einen schlimmen Satz, einen nicht gut durchgedachten Satz, einen katastrophalen Satz“ bezeichnet.
Den französischen Front National sowie die niederländische PVV, die im Europaparlament kein Bündnis mit Jobbik eingehen wollten, bezeichnete Gyöngyösi 2014 als „liberal“ und „islamophob“. Es gebe bei ihnen zwar Feindseligkeit gegenüber Immigration, jedoch gemäß der „zionistischen Unterstützung von Israel“.